# Сондерс, Кларенс (предприниматель)
Кларенс Сондерс (англ. Clarence Saunders; 9 августа 1881, округ Амхерст, Виргиния, США — 14 октября 1953) — американский предприниматель, автор патента на магазины самообслуживания формата супермаркет.

## Биография
Родился в семье фермера в округе Амхерст. Отучившись всего 2 полных года, оставил школу в 14 лет.
В феврале 1913 основал сеть магазинов United Stores, Inc..
11 сентября 1916 открыл первый магазин самообслуживания Piggly Wiggly, заложивший основы современного формата супермаркета. Сондерс запатентовал формат, а также распространял франшизу на Piggly Wiggly.

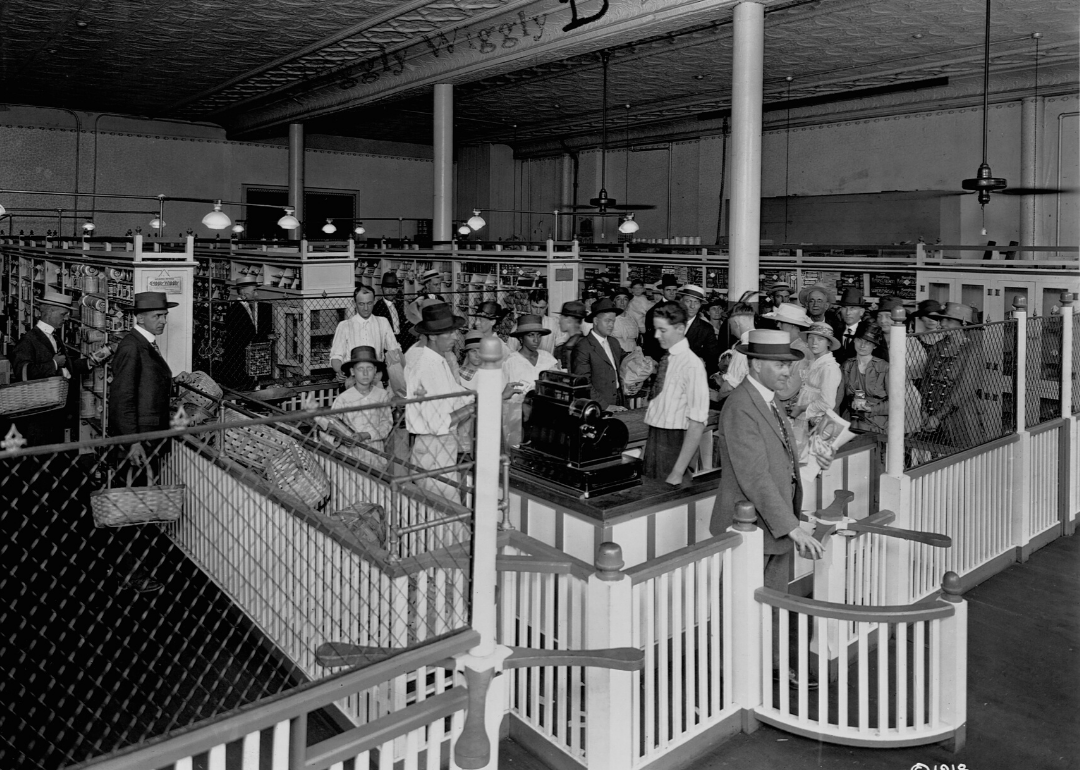
Piggly Wiggly в 1918 году

Работал над максимальной автоматизацией работ в магазине, продвигал усовершенствованные форматы магазинов Keedoozle (22 ноября 1935).